# Toviklin
Toviklin is een van de 77 gemeenten (communes) in Benin. De gemeente ligt in het departement Couffo en telt 88.611 inwoners (2013). De gemeente is 120 km² groot en is opgedeeld in zeven arrondissementen:
- Adjido
- Avédjin
- Doko
- Houédogli
- Missinko
- Tannou-Gola
- Toviklin

De gemeente ligt op een plateau met een gemiddelde hoogte van 80 meter. Het klimaat heeft twee regenseizoenen en twee droge seizoenen.
Toviklin ligt in een vruchtbaar landbouwgebied waar enkel nog kleine bosfragmenten overblijven. Belangrijke gewassen zijn palmolie, maïs, pindanoten, maniok en erwten. Er worden ook groenten geteeld.

## Bevolking
Een grote meerderheid van de bevolking, tot 95%, bestaat uit Adja. Andere bevokingsgroepen in de gemeente zijn de Fon en de Yoruba.
Opm: Bevolkingscijfers in duizendtallen
Bron: Toviklin Commune in Benin; 1979-2013: volkstellingen
Bron: Institut National de la Statistique Benin; 2013: volkstelling